# Cypholophus stipulatus
Cypholophus stipulatus är en nässelväxtart som beskrevs av Bénédict Pierre Georges Hochreutiner. Cypholophus stipulatus ingår i släktet Cypholophus och familjen nässelväxter. Inga underarter finns listade i Catalogue of Life.